# Michel Durand-Delga
Michel Durand-Delga (n. 18 mai 1923, Gaillac, Midi-Pyrénées, Franța – d. 19 august 2012, Fontainebleau, Île-de-France, Franța) a fost un geolog francez, membru de onoare al Academiei Române (din 1992).